# NGC 5215
NGC 5215 ist eine gravitationell gebundene Doppelgalaxie; (NGC 5215A & NGC 5215B). Beides sind linsenförmige Galaxien vom Hubble-Typ S0 im Sternbild der Jagdhunde. 
NGC 5215B als die hellere der beiden Galaxien wurde am 3. Juni 1836 von John Herschel mit einem 18-Zoll-Spiegelteleskop entdeckt, der dabei „eF and S; has two stars less than 1 diameter of neb, distant one (by diagram) south and one preceding“ notierte.